# Font-Romeu-Odeillo-Via
Font-Romeu-Odeillo-Via (på Catalansk: Font-romeu, Odelló i Vià) er en by og kommune i departementet Pyrénées-Orientales i Sydfrankrig.

## Geografi
Font-Romeu ligger i Pyrenæerne midt i landskabet Cerdagne.

## Demografi

### Udvikling i folketal
| 1962                                                              | 1968  | 1975  | 1982  | 1990  | 1999  | 2006  | 2010  | 2017  |
| ----------------------------------------------------------------- | ----- | ----- | ----- | ----- | ----- | ----- | ----- | ----- |
| 1.371                                                             | 1.857 | 2.098 | 2.150 | 1.857 | 2.003 | 1.995 | 1.841 | 1.928 |
| Tal fra og med 1962 er uden dobbelttælling (sans doubles comptes) |       |       |       |       |       |       |       |       |

## Seværdigheder
Font Romeu er hjemsted for Odeillo-solovnen ("Four solaire d'Odeillo"), et forsøgsanlæg, der producerer 1 MW i dagtimerne. Det er oprettet for at kunne undersøge stoffer ved meget høje temperaturer, og det er placeret i Font Romeu på grund af stedets mange solskinstimer (solskin i 300 dage om året).